# Heinz-Otto Schultze
Heinz-Otto Schultze (13 septembre 1915 – 25 novembre 1943) est un commandant d'U-Boot allemand de la Seconde Guerre mondiale, récipiendaire de la Croix de Chevalier de la croix de fer. 
Il est le fils d'Otto Schultze, commandant de l'U-63 pendant la Première Guerre mondiale et Generaladmiral de la Kriegsmarine pendant la Seconde Guerre mondiale.

## Carrière
Schultze rejoint la Reichsmarine le 8 avril 1934 en tant que membre de l'Équipage 1934, où il reçoit son entraînement d'infanterie militaire de base avec le II. Schiff-Stamm-Abteilung der Ostsee de la mer Baltique à Stralsund. Il est affecté au navire école SS Gorch Fock le 15 juin 1934 où il suit une formation. Il est promu Seekadett (aspirant) le 26 septembre 1934 et muté sur le croiseur léger Karlsruhe le 27 septembre 1934.
Il rejoint l'arme sous-marine Ubootwaffe le 19 mai 1937. Le 30 mars 1938, Schultze est affecté à l'U-31, avec le grade de Zweiter Wachoffizier (officier en Second). Le 6 novembre, il est promu Erster Wachoffizier (commandant en second), puis Oberleutnant zur See (sous-lieutenant) le 1er avril 1939.
Il est Commandant en instruction à la 1. Unterseebootsflottille (suivant un stage à l'École d'Entraînement à la Guerre anti-sous-marine) de janvier 1940 à juin 1940. Il reçoit le commandement d'un premier U-Boot le 8 juin 1940, le bateau-école U-4. Il fut Baubelehrung (expert militaire détaché au chantier naval lors de la construction de l'U-Boot) de juillet 1940 à août 1940, avant de commander l'U-141 du 21 août 1940 au 30 mars 1941. Il occupe la même fonction de Baubelehrung au chantier naval de Schichauwerft à Dantzig de mars 1941 à avril 1941. Du 26 avril 1941 au 15 janvier 1943, il commande l'U-432, avec lequel il effectue sept patrouilles (270 jours en mer) pour 69 021 tonneaux envoyés par le fond et deux navires endommagés (15 666 tonneaux). Pour ses actions, il est promu Kapitänleutnant le 1er novembre 1941 et reçoit la Croix de chevalier le 9 juillet 1942 (116e de la Kriegsmarine, 56e de la Ubootewaffe). 

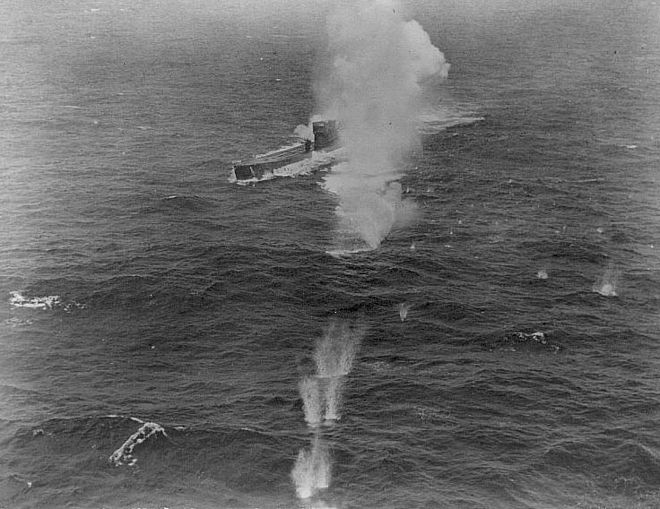
LU-849 sous le feu d'un B-24 Liberator le 25 novembre 1943.

Il est de nouveau expert Baubelehrung à la 6e Kriegs-schiffbaulehrabteilung (division de formation de construction des navires de guerre) de février 1943 à mars 1943. Onze jours plus tard, il prend le commandement de l'U-849. Lors de son unique patrouille, il est fortement réprimandé par le Befehlshaber der U-Boote pour le naufrage d'un navire Brésilien. Le 25 novembre 1943, son U-Boot est attaqué et coulé dans l'Atlantique Sud à l'ouest de l'estuaire du Congo, à la position géographique 6° 30′ S, 5° 40′ O, par des charges de profondeur larguées d'un B-24 Liberator B-6 de l'escadron VB-107. 
Schultze et l'ensemble de l'équipage sont tués dans cette attaque. 
Schultze totalisait 325 jours en mer en tant que Commandant d'U-Boot avec un palmarès de 83 657 tonneaux de navires coulés ou endommagés.

## Résumé de carrière

### Navires attaqués
| Date              | Nom               | Nationalité  | Tonnage | Fait      |
| ----------------- | ----------------- | ------------ | ------- | --------- |
| 10 septembre 1941 | Muneric           | Royaume-Uni  | 5 229   | Coulé     |
| 10 septembre 1941 | Stargard          | Norvège      | 1 113   | Coulé     |
| 10 septembre 1941 | Winterswijk       | Pays-Bas     | 3 205   | Coulé     |
| 11 septembre 1941 | Garm              | Suède        | 1 231   | Coulé     |
| 17 octobre 1941   | Barfonn           | Norvège      | 9 739   | Coulé     |
| 17 octobre 1941   | Bold Venture      | Panama       | 3 222   | Coulé     |
| 17 octobre 1941   | Evros             | Grèce        | 5 283   | Coulé     |
| 28 octobre 1941   | Ulea              | Royaume-Uni  | 1 574   | Coulé     |
| 15 février 1942   | Buarque           | Brésil       | 5 172   | Coulé     |
| 18 février 1942   | Olinda            | Brésil       | 4 053   | Coulé     |
| 19 février 1942   | Miraflores        | Royaume-Uni  | 2 158   | Coulé     |
| 21 février 1942   | Azalea City       | USA          | 5 529   | Coulé     |
| 27 février 1942   | Marore            | USA          | 8 215   | Coulé     |
| 17 mai 1942       | Foam              | USA          | 324     | Coulé     |
| 23 mai 1942       | Zurichmoor        | Royaume-Uni  | 4 455   | Coulé     |
| 31 mai 1942       | Liverpool Packet  | Canada       | 1 188   | Coulé     |
| 3 juin 1942       | Aeolus            | USA          | 41      | Coulé     |
| 3 juin 1942       | Ben and Josephine | USA          | 102     | Coulé     |
| 9 juin 1942       | Kronprinsen       | Norvège      | 7 073   | Endommagé |
| 9 juin 1942       | Malayan Prince    | Royaume-Uni  | 8 593   | Endommagé |
| 24 septembre 1942 | Pennmar           | USA          | 5 868   | Coulé     |
| 17 décembre 1942  | Poitou            | France libre | 310     | Coulé     |

### Décoration
- Médaille de service de longue durée de la Wehrmacht de 4e classe (1er septembre 1939)
- Médaille des Sudètes (16 septembre 1939)
- Croix de fer (1939)
  - 2e classe (2 octobre 1939)
  - 1re classe (23 septembre 1941)
- Insigne de combat des U-Boote (1939) (13 septembre 1939)
- Croix de chevalier de la croix de fer le 9 juillet 1942 en tant que Kapitänleutnant et commandant de l'U-432